# Tatsumi Fujinami
Tatsumi Fujinami (Fujinami Tatsumi?, 藤波辰巳; Kunisaki, 28 dicembre 1953) è un wrestler giapponese noto con il soprannome di The Dragon. A lui viene attribuita l'invenzione delle celebri mosse chiamate Dragon Sleeper e Dragon Suplex.

## Carriera

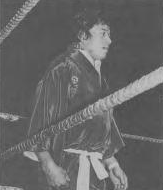
Fujinami nella WWWF

Fujinami debuttò nel mondo del wrestling a lottare nella Japan Pro-Wrestling Association, preso sotto la propria ala da Antonio Inoki. Quando Inoki nel 1971 venne licenziato dalla JPWA Fujinami lo seguì insieme ad altri lottatori nell'avventura di fondare una nuova federazione, la New Japan Pro-Wrestling; Inoki, Fujinami, Osamu Kido e Kotetsu Yamamoto sono di fatto riconosciuti come i padri fondatori della NJPW.
Nei primi tempi si prestò a fare da avversario per giovani lottatori debuttanti, come Mr. Pogo, Yoshiaki Fujiwara e Gran Hamada. Fujinami, Fujiwara, Hamada e altri tre lottatori debuttanti nel 1974 si confrontarono nella Karl Gotch Cup, torneo precursore della Young Lions Cup.
Verso la fine degli anni settanta Fujinami fu inviato dalla federazione a gareggiare all'estero, nella messicana Universal Wrestling Association e nella statunitense Jim Crockett Promotions. Passò poi alla World Wide Wrestling Federation dove cominciò davvero a farsi un nome, vincendo il WWF Junior Heavyweight Championship e riportandolo con sé in Giappone, dove diventò il titolo più importante per tale categoria di peso. Fujinami divenne in seguito il primo wrestler ad imporsi sia nella categoria junior heavyweight sia in quella heavyweight.
Il suo incontro più famoso disputato negli Stati Uniti fu il match "titolo contro titolo" con Ric Flair svoltosi durante la prima edizione di SuperBrawl; si trattò di un rematch in seguito ad un precedente incontro dall'esito finale controverso (dusty finish) tenutosi in Giappone. Il vincitore fu Flair, che mantenne il proprio WCW World Heavyweight Championship e conquistò l'NWA World Heavyweight Championship di Fujinami.
Negli ultimi anni Fujinami, dopo essere stato nominato presidente della NJPW nel 1999 (carica da cui è stato rimosso nel 2004) ha diminuito i propri impegni sul ring. L'ultimo titolo detenuto nella NJPW è stato l'IWGP Tag Team Championship in coppia con il suo allievo Osamu Nishimura nell'ottobre 2001, mentre il suo ultimo incontro con un titolo in palio è stato quello per l'AJPW Triple Crown Heavyweight Championship contro Keiji Muto nel dicembre dello stesso anno.
Fujinami e Nishimura hanno iniziato ad occuparsi della loro federazione, la Muga, che propone un tipo di wrestling classico basato maggiormente sulle prese, tecnica che nella NJPW sembra trascurata.
Nel 2015, nella notte prima di WrestleMania 31, è stato introdotto da Ric Flair nella WWE Hall of Fame.

## Personaggio

### Mosse finali
- Full nelson suplex - 1971-1978
- Dragon Sleeper
- Dragon Backbreaker (Back suplex backbreaker)

## Titoli e riconoscimenti
New Japan Pro-Wrestling
- IWGP Heavyweight Championship (6)

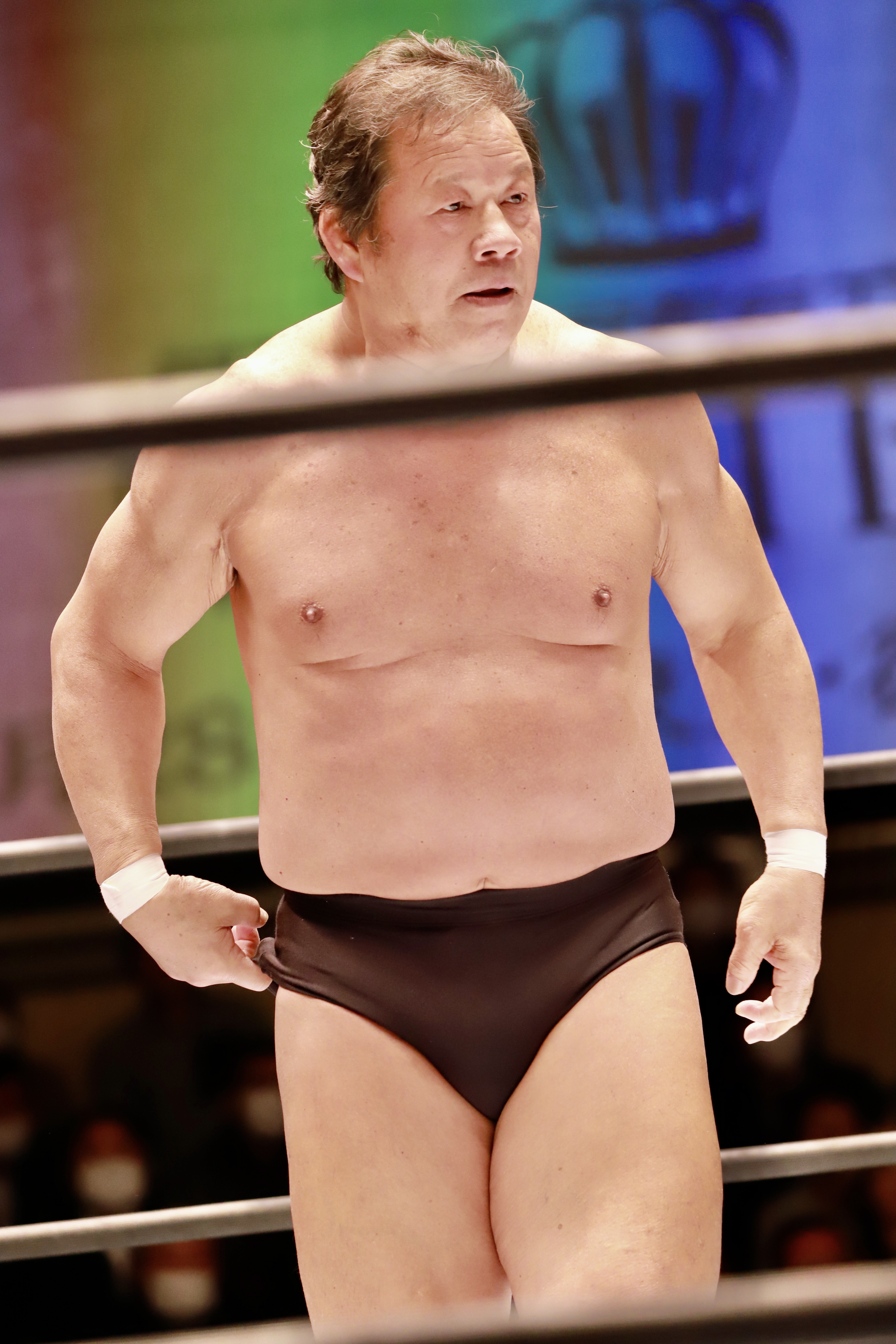
Fujinami nel 2020

- IWGP Tag Team Championship (5 - 4 con Kengo Kimura - 1 con Osamu Nishimura)
- NWA International Junior Heavyweight Championship (2)
- NWA World Heavyweight Championship (1)
- WCWA World Heavyweight Championship (1)
- WWF International Heavyweight Championship (1)
- WWF International Tag Team Championship (1 - con Kengo Kimura)
- WWF Junior Heavyweight Championship (1)

World Wide Wrestling Federation / World Wrestling Federation
- WWF International Heavyweight Championship (1)
- WWWF Junior Heavyweight Championship (1)
- WWE Hall of Fame (classe del 2015)

Pro Wrestling Illustrated
- 58º tra i 500 migliori wrestler singoli nella PWI 500 (1992)
- 31º tra i 500 migliori wrestler singoli nella "PWI Years" (2003)